# Championnat d'Angleterre de football 1972-1973
Navigation
Édition précédente Édition suivante
Le 74e championnat d'Angleterre de football a été remporté par Liverpool FC. Le club de Liverpool finit trois points devant Arsenal FC et gagne son huitième titre de champion d'Angleterre.
Liverpool se qualifie pour la Coupe des clubs champions en tant que champion d'Angleterre. Sunderland AFC, club de Division Two, vainqueur de la coupe se qualifie pour la Coupe des vainqueurs de coupe. Leeds United, Ipswich Town et Wolverhampton Wanderers se qualifient pour la Coupe UEFA au titre de leur classement en championnat. Tottenham Hotspur les accompagne en Coupe UEFA comme vainqueur de la Coupe de la ligue anglaise de football. La FA ayant décidé de n'envoyer qu'un seul club par ville en Coupe de l'UEFA, Arsenal FC laisse sa place à Tottenham Hotspur.
Le système de promotion/relégation reste en place : descente et montée automatique, sans matchs de barrage pour les deux derniers de première division et les deux premiers de deuxième division. À la fin de la saison, Crystal Palace et West Bromwich Albion sont relégués en deuxième division. Ils sont remplacés à ce niveau par Burnley FC et Queens Park Rangers.
L'attaquant anglais Pop Robson, de West Ham United, remporte le titre de meilleur buteur du championnat avec 28 réalisations.

## Classement
|    | Équipe                  | Joués | Victoires | Nuls | Défaites | Buts pour | Buts contre | +/- | Points | Spectateurs |
| -- | ----------------------- | ----- | --------- | ---- | -------- | --------- | ----------- | --- | ------ | ----------- |
| 1  | Liverpool FC            | 42    | 25        | 10   | 7        | 72        | 42          | 30  | 60     | 48 127      |
| 2  | Arsenal FC              | 42    | 23        | 11   | 8        | 57        | 43          | 14  | 57     | 40 246      |
| 3  | Leeds United            | 42    | 21        | 11   | 10       | 71        | 45          | 26  | 53     | 35 831      |
| 4  | Ipswich Town            | 42    | 17        | 14   | 11       | 55        | 45          | 10  | 48     | 22 241      |
| 5  | Wolverhampton Wanderers | 42    | 18        | 11   | 13       | 66        | 54          | 12  | 47     | 24 418      |
| 6  | West Ham United         | 42    | 17        | 12   | 13       | 67        | 53          | 14  | 46     | 30 174      |
| 7  | Derby County            | 42    | 19        | 8    | 15       | 56        | 54          | 2   | 46     | 29 766      |
| 8  | Tottenham Hotspur       | 42    | 16        | 13   | 13       | 58        | 48          | 10  | 45     | 32 318      |
| 9  | Newcastle United        | 42    | 16        | 13   | 13       | 60        | 51          | 9   | 45     | 27 939      |
| 10 | Birmingham City         | 42    | 15        | 12   | 15       | 53        | 54          | -1  | 42     | 36 663      |
| 11 | Manchester City         | 42    | 15        | 11   | 16       | 57        | 60          | -3  | 41     | 32 351      |
| 12 | Chelsea FC              | 42    | 13        | 14   | 15       | 49        | 51          | -2  | 40     | 29 722      |
| 13 | Southampton FC          | 42    | 11        | 18   | 13       | 47        | 52          | -5  | 40     | 18 118      |
| 14 | Sheffield United        | 42    | 15        | 10   | 17       | 51        | 59          | -8  | 40     | 23 509      |
| 15 | Stoke City              | 42    | 14        | 10   | 18       | 61        | 56          | 5   | 38     | 23 800      |
| 16 | Leicester City          | 42    | 10        | 17   | 15       | 40        | 46          | -6  | 37     | 22 706      |
| 17 | Everton FC              | 42    | 13        | 11   | 18       | 41        | 49          | -8  | 37     | 34 471      |
| 18 | Manchester United       | 42    | 12        | 13   | 17       | 44        | 60          | -16 | 37     | 48 623      |
| 19 | Coventry City           | 42    | 13        | 9    | 20       | 40        | 55          | -15 | 35     | 24 623      |
| 20 | Norwich City            | 42    | 11        | 10   | 21       | 36        | 63          | -15 | 35     | 28 420      |
| 21 | Crystal Palace FC       | 42    | 9         | 12   | 21       | 41        | 58          | -17 | 30     | 30 167      |
| 22 | West Bromwich Albion    | 42    | 9         | 10   | 23       | 38        | 62          | -24 | 28     | 21 427      |

## Meilleur buteur
Avec 28 buts, l'attaquant anglais de West Ham United, Pop Robson remporte son unique titre de meilleur buteur du championnat d'Angleterre.